# 5020 Asimov
5020 Asimov là một tiểu hành tinh vành đai chính được phát hiện ngày 2 tháng 3 năm 1981 bởi Schelte J. Bus, ông cũng phát hiện ra 4923 Clarke cùng ngày. Nó được đặt theo tên Isaac Asimov